# Seething
Seething – wieś w Anglii, w hrabstwie Norfolk, w dystrykcie South Norfolk. Leży 14 km na południowy wschód od Norwich i 155 km na północny wschód od Londynu. Miejscowość liczy 341 mieszkańców.